# NASA
National Aeronautics and Space Administration (slovensko: Nacionalna uprava za aeronavtiko in vesolje), bolje znana kot NASA, je ameriška vladna agencija odgovorna za ameriški vesoljski program in dolgoročne vesoljske raziskave. Je civilna organizacija, vendar izvaja tudi vojaški vesoljski program. Organizacija je bila ustanovljena 29. julija 1958 kot odgovor na sovjetski vesoljski program, ki se je začel z izstrelitvijo Sputnika nato pa še z izstrelitvijo prvega človeka v vesolje. V času hladne vojne je predstavljala glavno protiutež sovjetski agenciji za vesoljski program, ki je bil v prvih desetletjih daleč pred ameriškim. Z uspešno odpravo Apollo pa se je agencija zavihtela na prvo mesto, kjer ostaja še danes. Odpravi Apollo so sledile še številne druge kot je npr. projekt Skylab in Space Shuttle. Po koncu hladne vojne in otoplitvi razmer med ZDA in novonastalo Rusijo se je proračun Nase začel občutno krčiti kar se je poznalo tudi na vesoljskih raziskavah. Na drugi strani pa se je povečalo sodelovanje z ostalimi vesoljskimi agencijami, kar se danes kaže v mednarodni vesoljski postaji. Novo tisočletje je bilo za Naso prelomno saj se je začela agencija zaradi krčenja stroškov preusmerjati v vesoljske odprave brez človeške posadke in druge znanstvene raziskave povezane z vesoljem in Zemljo. Čeprav so Naso v zadnjem desetletju nekoliko zasenčili uspehi drugih vesoljskih agencij, predvsem kitajske in zasebnih, organizacija ostaja na vodilnem mestu in stremi k novim dosežkom, ki so povezani s človeško odpravo na Mars in Luno.

## Ustanovitev
Predhodnica Nase je bila NACA (National Advisery Committee for Aeronautic ali Nacionalni svetovalni odbor za aeronavtiko), ki je bila ustanovljena davnega leta 1915 z namenom, da bi vzpodbudili znanstveni napredek na področju letalstva. Med drugo svetovno vojno in po vojni pa se je odbor začel resno zanimati tudi za raketno tehnologijo. Pritem so bili odboru v veliko pomoč prebegli nemški znanstveniki in zaplenjena nacistična raketna tehnologija. Njihov prvi večji uspeh na raketnem področju je bila izdelava prvega nadzvočnega letala na svetu, X-1 leta 1946. Temu so sledili še drugi bolj ali manj uspešni projekti, ki so bili v večini povezani z vojsko. Nato pa je 4. oktobra 1957 prišlo do pravega šoka, ko so Sovjeti v vesolje izstrelili prvi umetni satelit Sputnik 1. Izstrelitev je v ZDA povzročila pravo politično in znanstveno kriza zato je takratni predsednik ZDA, Dwight D. Eisenhower, zahteval takojšnje ukrepanje. Da bi ZDA ohranila prednost na raketnem in znanstvenem področju je predsednik 29. junija 1958 podpisal akt o aeronavtiki in vesolju s čimer je ustanovil novo agencijo NASA. Agencija je uradno začela delovati 1. oktobra 1958 pritem pa je prevzela vse oddelke in objekte Nace s čimer je ta odbor nehal obstajati. 

## Vesoljski programi

### Projekt raketnega letala X-15 (1959-1968)
Predhodnik letala X-15 je bilo letalo X-1, ki je leta 1946 kot prvo prebilo zvočni zid. Namen tega projekta je bilo iskanje ustrezne tehnologije za vesoljske polete. V desetletju, kolikor je projekt trajal, so preizkušali različne tehnike letenja, raketne pogone, opremo astronavtov, navigacijo, elektronsko opremo itd. Ker je letalo imelo raketni pogon, se je lahko povzpelo do višine 100 km oziroma na sam rob zemeljske atmosfere, zato so astronavti ta letala pogosto uporabljali za trening pred vesoljskim poletom. Med letoma 1960 in 1968 so bila zgrajena tri taka letala, ki so opravila skoraj 200 poletov. Leta 1967 je testni pilot William J. Knight z letalom dosegel hitrost 7.274 km/h in tako postavil nov hitrostni rekord pri letalih s posadko.

### Projekt Mercury (1959-1963)
Projekt se je začel leta 1958 z namenom, da bi razvili zanesljivo tehnologijo, ki bi človeku omogočila raziskovanje vesolja. Poleg Nase je bila v projekt vključena tudi ameriška kopenska vojska mornarica in letalstvo. Posebno pozornost pri projektu po posvečali izboru astronavtov. Ti so bili po navadi pripadniki ameriškega letalstva in hkrati testni piloti, ki so jih na izboru še dodatno testirali. Za prvega ameriškega astronavta so tako izbrali Alena Sheperda. Ta je v vesolje oz. do roba vesolja poletel 5. maja 1961 na vesoljski ladji Mercury-Redstone 3 poimenovani Freedom 7. Čeprav je polet trajal le 15 minut je Sheperd postal prvi Američan v vesolju. Dvajsetega februarja 1962 je sledil nov polet, tokrat v zemeljsko orbito. Ta čast je doletela Johna Glenna na vesoljski ladji Friendship 7. Njegovemu poletu so sledili še trije nato pa so leta 1963 celoten projekt ukinili ko so spoznali, da je vesoljska ladja Mercurji prišla do svojih skrajnih mej.

### Projekt Gemini (1962-1966)
Še pred ukinitvijo projekta Mercury so znanstveniki pri Nasi začela razvijati nov projekt poimenovan Gemini. Ker so Sovjeti prednjačili na področju orbitalnih poletov je bil namen projekta Gemini pripraviti ustrezen teren za prvi lunarni polet. Prvi polet je bil izveden 23. marca 1965 z vesoljsko ladjo Gemini 3 na kateri sta bila Gus Grissom in John Young. Sledilo je še šest poletov na katerih so opazovali odziv človeškega telesa na dolgotrajno bivanje v vesolju in testirali spojitev dveh vesoljskih plovil. Izveden pa je bil tudi prvi ameriški vesoljski sprehod. Projekt je bil izredno uspešen saj so znanstveniki prišli do mnogih novih spoznanj. Tako je npr. odprava Gemini 7 postavili takratni rekord v bivanju v vesolji saj je to trajalo kar 14 dni. Na odpravi Gemini 12 so ugotovili, da  lahko astronavti dela opravljajo tudi zunaj plovila, na Gemini 8 pa so prvič v zgodovini vesoljskih raziskav uporabili gorivne celice, ki so bile ključnega pomena pri odpravi na Luno.

### Program Apollo (1961-1972)
Projekt oz. program Apollo je bil najbolj obsežen in najdražji program v zgodovini Nase saj je stal neverjetnih 202 bilijona $ (v današnjih denarju). Namen programa je bilo pripeljati človeško posadko varno na površino Lune in nato nazaj na Zemljo. Projekt je nastal na vrhuncu hladne vojne in vesoljske tekme z njim pa so želeli Američani enkrat za vselej končati sovjetsko prevlado v vesolju. Jedro projekta je bila mogočna raketa Saturn, ki bi v vesolje istočasno ponesla posadko z bivalnim modulom in lunarni pristajalni modul. Projekt se je začel leta 1961 daleč pred prvim poletom z  razvojem rakete in ustreznih tehnologij. Projektu je kazalo izredno dobro, dokler ni leta 21. februarja 1967 prišlo do tragične nesreče na Apollu 1, v kateri so umrli vsi trije astronavti. Sledile so izboljšave, tako da se je projekt lahko nadaljeval. V poletih označenimi s številkami od 2 do 10 so preizkušali predvsem tehnologijo, tehnike letenja in posamezne odseke poti proti Luni. Prelomni polet je opravila odprava Apolla 8, ki je kot prva obkrožila Luno. Pristanek na Luni je bil zaupan posadki Apolla 11, ta je pristala na Luni 20. julija 1969. Sledilo je še šest odprav, ki so na luninem površju izvajale številne meritve in znanstvene poizkuse, izjema je bila le nesrečna odprava Apolla 13, ki je morala pristanku na Luni odpovedati zaradi eksplozije na krovu vesoljskega plovila. Zadnja odprava je bila tako Apollo 17 decemra 1972, odprave, ki naj bi ji sledile, pa so preklicali. Hkrati so s tem ukinili tudi projekt Apollo. Po tem se ljudje nikoli več niso vračali na Luno. 

### Projekt Skylab (1966-1979)
Skylab je bila ameriška prva in edina vesoljska postaja. Zgrajena je bila leta 1966 iz ostankov odslužene rakete Saturn IB nato pa 14. maja 1973 izstreljena v zemeljsko orbito. Za njeno izstrelitev so uporabili kar raketo Saturn iz odpovedanih odprav Apollo. Med izstrelitvijo je prišlo do poškodb toplotnega ščita in sočnih celic zato jo je morala njena prva posadka najprej popraviti. Popravilo postaj se tako uvršča med eno prvih večjih popravil v vesolju. Na postaji je bil prostor za  bivanje devetčlanske posadke, laboratorij in observatorij. Skupaj je bila postaja zasedena 171 dni (posamično pa 28, 59 in 84 dni)  obiskale pa so jo tri posadke med letu 1973 in 1974. Posadka je postajo obiskovala z raketami Saturn, ki so ostale od odprav Apollo.

### Program Apollo-Sojuz (1972-1975)
Maja 1972 sta ameriški predsednik Richard Nixon in sovjetski premije Alexei Kosygin podpisala sporazum s katerim sta se zavezala k skupnemu raziskovanju vesolja. Da bi to bilo mogoče so ustanovili preskusni projekt Apoll-Sojuz, s katerim so preizkusili povezljivost ameriških in sovjetskih modulov v vesolju. Program pa ni imel samo tehničnih in znanstvenih ciljem temveč tudi politične saj so s projektom simbolno zaključili konec vesoljske tekme, ki se je začela daljnega leta 1957. Vesoljski ladji sta bili izstreljeni 15. julija v razmiku sedmih ur in pol. Do združitve modulov je prišlo dva dni kasneje 17. julija ob 16:19, sledilo je zgodovinsko rokovanje in izmenjava daril. Nato so sledila testiranja med katerimi sta se vesoljki ladji večkrat združili. Zadnja združitev je bila opravljena 19. julija ob 15:26, posadki sta tako skupaj preživeli več kot 1 dan in 23 ur. Po tem projektu Američani, vse do izstrelitve  Space shuttla, niso več pošiljali posadk v vesolje.

### Program Space Shuttle (1972-2011)
Zaradi dragega programa Apolla in iskanja njegovih alternativ so znanstveniki pri Nase v drugi polovici sedemdesetih let začeli resno razvijati novo vesoljsko plovilo, ki bi lahko v vesolje poneslo posadko in koristen tovor ter se nato samostojno vrnilo na Zemljo. Po pristanku pa bi bilo vozilo mogoče ponovno uporabiti. Zaradi te svoje specifike je vozilo dobilo novo revolucionarno obliko, ki spominja na letalo. Vozilo je bilo načrtovano za orbitalne polete na višini 185 do 643 km. V vesolje je lahko poneslo 24,4 ton koristnega tovora in od 2 do 8 članov posadke, ki so lahko tam bivalo od 5 do 17 dni. Vesoljsko vozilo je v vesolje poletelo ob pomoči dveh zunanji raket in velikega tanka za gorivo. Ko sta stranski raketi porabili gorivo sta se ločili od velikega tanka in ju je bilo mogoče ponovno uporabiti. Edin stvar, ki je pri poletu ni bilo mogoče uporabiti je bil veliki tank, ki je zagotavljal gorivo Space Shuttlu. Ko je v njem zmanjkalo goriva se je odlepil od Space Shuttla in zgorel v atmosferi. Med letoma 1975 in 1990 je bilo zgrajenih pet raketoplanov: Columbia, Challenger, Discovery, Atlantis in Endeavour. Zgrajen je bil tudi šesti raketoplan z imenom Enterprise vendar ni nikoli poletel v vesolje saj so ga uporabljali za testiranja.
Prvi Space shuttle oz. vesoljki čolnič, Columbia, je poletel 12. aprila 1981 na 20 obletnico prvega poleta s človeško posadko. Temu so sledili še mnogi, dokler 28. januarja 1986 ni prišlo do tragične nesreče raketoplana Challenger v kateri so umrli vsi člani posadke. Po nesreči je bil program Shuttle  za skoraj tri leta ustavljen. V tem času so odpravili glavo napako ter občutno izboljšali varnost posadke. Zaradi svoje zasnove se je raketoplan v naslednjih letih izkazal kot odlično vesoljsko prevozno sredstvo. Ker Nasa v vesolju ni imela vesoljske postaje so v ta namen uporabljali kar raketoplan na katerega so namestili laboratorij. Izredno odmevna je bilo tudi popravilo vesoljskega teleskopa Hubble. Po letu 1993 se je okrepilo sodelovanja z Rusija, zato so raketoplani postali stalni gosti na ruski postaji Mir. Potem ko je Mir leta 2001 odslužil svoje so Američani in Ruski skupaj z drugimi partnerji začeli graditi Mednarodno vesoljsko postajo. Kot glavno prevozno sredstvo so uporabili prav raketoplan. Gradnjo postaje pa je leta 2003 zasenčila tragična nesreča raketoplana Columbia. Program je za dve leti zastal, v tem času so se Američani pri gradnji in oskrbovanju mednarodne postaje zanašali na Ruse. Po odpravi pomanjkljivosti se je program ponovno nadaljeval, vendar ne za dolgo saj so predstavniki Nase oznanili, da ga bojo v najkrajšem možnem času ukinili zaradi naraščanja stroškov in iztrošenosti raketoplanov. Zadnji polet je opravil raketoplan Atlantis julija 2011 zatem so program nepreklicno ukinili.

### Mednarodna vesoljska postaja (1998- )
Gradnja Mednarodne vesoljske postaje se je začela leta 1998 potem, ko so spoznali, da so ruski vesoljki postaji Mir, zaradi starosti, šteti dnevi. Gre za največji mednarodni vesoljski projekt. Postaja je bila zasnovana kot združen projekt ameriške vesoljske postaje Freedom, ruske Mir-2, evropske Columbus in japonske Kibo. Projekti so bili zasnovani ločeno vendar so jih zaradi pomanjkanja sredstev financiranja združili. Postaja je zasnovana modularno, sestavlja jo 13 znanstvenih in bivalnih moduli, sončne celice, številni senzorji in ostale naprave za njeno nemoteno delovanje. Postajo oskrbujejo vesoljska plovila Sojuz in Progress do leta 2011 pa so postajo oskrbovali tudi raketoplani Space Shuttle. Prva stalna posadka se je na postaji naselila 2. novembra 2000, od takrat naprej je postaja stalno naseljena. Na njej v povprečju prebivajo trije astronavti različnih narodnosti. Je največji objekt v vesolju, ki ga je izdelala človeška roka in ga je iz Zemlje možno videti s prostim očesom. Gradnja postaje se je zaključila leta 2011 operativna pa naj bi ostala do leta 2020.

### Programi brez človeške posadke (1958- )
Po ukinitvi poletov s človeško posadko leta 2011 se je Nasa usmerila v vesoljske odprave brez človeške posadke. Te odprave so se izkazale kot zelo uspešne in relativno poceni zato ni nobena skrivnost, da sojih pri Nasi v zadnjih dveh desetletjih vedno bolj potiskali v ospredje. Prva vesoljska odprava brez človeške posadke je bila izvedena daljnega leta 1958 ko so v vesolje izstrelili satelit Explorer 1. Satelit je bil del projekta z istim imenom, Explorer, z njim pa so želeli Sovjetom dokazati da so ZDA sposobno v vesolje poslati predmet, ki je delo človeških rok. Projekt se je začel leta 1958 in še vedno traja, tako da je to najstarejši vesoljski projekt v Nasi in na svetu. Prvim satelitom Explorer je sledil projekt Telstar. Šlo je za civilni projekt komercialnega komunikacijskega satelita, ki so ga izdelali v Bellovih laboratorijih za komunikacijo. Ker pa je v tistih časih primanjkovalo tehničnih zmogljivosti je Nasa prevzela odgovornost pri izstrelitvi in telemetriji. Prvi satelit, Telstar 1, je bil izstreljen 10. julija 1962, 7. maja 1963 pa mu je sledil še Telstar 2. V nasprotju s Sputnikom 1, ki je oddajal samo signal, sta satelita Telstar igrala koristno vlogo saj sta prenašala televizijski signal iz enega konca Zemlje na drugega.
Ko je tehnologija dovolj napredovala so se znanstveniki usmerili v izdelavo vesoljski plovil, ki bi lahko dosegla tudi druge planete našega osončja. Prvi tak projekt je bil program Ranger, ki je potekal od leta 1961 do 1965. Z njim so raziskovali površino Lune tako, da so posneli številne slike in jih poslali na zemljo. Projekt je bil >>samomorilne narave<< saj so sondo usmerili proti površini Lune in jo tako namerno strmoglavili. Medtem ko je sonda padala so kamere posnele slike visoke resolucije in jih preko radijske zveze poslale na Zemljo. Zaradi velikega števila izgubljenih sond in s tem finančnih sredstev je projekt postal tarča kritika zaradi česar so ga kmalu ukinili. Sočasno s programom Ranger so začeli razvijati tudi izredno uspešni program Mariner v katerem so sonde poslali proti planetom; Mars, Venera in Merkur. Raziskovanju Lune je bil posvečen tudi program Surveyor s katerim so preizkušali tehnike in možnosti pristanka s človeško odpravo. Kot večji izziv se je izkazalo raziskovanje zunanjih planetov sončnega sistema. V ta namen so ustanovili projekt Pioneer, prva sonda Pioneer 10 je bila izstreljena marca 1972. Na svoji dolgi poti po sončnem sistemu je obiskala  Jupiter danes pa je eden izmed najbolj oddaljenih predmetov, ki so delo človeških rok. Prvi sondi je aprila 1973 sledila še druga Pioneer 11, ki je obiskala Jupiter in Saturn. Projekti Pioneer je sledil projekt Voyager v katerem je sonda Voyager 2 kot edina dosedeaj obiskala planeta Uran in Neptun, medtem, ko je Voyager 1 obiskal planeta Jupiter in Saturn. Voyager 1 je februarja 1998 postal Zemlji najbolj oddaljen predmet, ki je delo človeških rok. Zadnji odpravi proti zunanjim planetom sta bili Galileo (1989) in Cassini-Huygens (1997). 
Veliko pozornosti je bilo usmerjene tudi Zemlji najbolj podobnemu planetu, Marsu. Leta 1976 so tja poslali izredno uspešno odpravo Viking 1 kateri je nato sledila še odprava Viking 2. Projekt raziskovanja Marsa je nato za nekaj časa ustavil v začetku devetdesetih let dvajsetega stoletja pa je bil ponovno zagnan. Kot izredno uspešen projekt se je izkazalo vozilo Mars Pathfinder, kateremu so v naslednjem desetletju in pol sledila še druge odprave (Mars Global Surveyor, Mars Odyssey, Mars Scout Program, …)
Poleg planetov se je Nasa s pomočjo odprav brez posadke lotila tudi raziskovanja vesolja in njegovih gradnikov; Zemlje, Sonca, meglic, galaksij, kometov, asteroidov, itd. Trenutno potekajo odprave Messenger proti Merkurju, New Horizons proti Plutonu, Dawn proti asteroidnemu pasu, Juno proti velikim zunanjim planetom in številne druge. Ponovno je bilo obujeno tudi raziskovanje Lune, kjer naj bi v naslednjih desetletjih postavili stalno naseljeno bazo. Ker so ti projekti skozi leta postajali vedno bolj obsežni se danes ti izvajajo v sodelovanji med več državami. Po ukinitvi poletov s človeško posadko leta 2011 so se odprave brez posadke prebile na prednostno listo Nase.
Oktobra 2021 se je začela nova 12-letna raziskovalna misija z vesoljski plovilom Lucy. S programom načrtujejo raziskovanje osmih asteroidov v Jupitrovi orbiti.
Leta 2021 je NASA sprožila prvo t. i. "odbojno misijo", s katero poskušala spremeniti pot asteroida in mu preprečiti trk z Zemljo. Za misijo bodo uporabili plovilo DART, ki so ga izstrelili novembra 2021.

## Raziskave
Poleg raziskovanja vesolja se znanstveniki pri Nasi ukvarjajo tudi z vesoljsko medicino, raziskovanjem zemeljskega površja in atmosfere ter raziskovanjem učinkovitih virov energije, pogonov in materialov. Tako lahko danes številne materiale, ki so bili npr. izdelani za vesoljske odprave danes srečamo na policah trgovin ali pa se uporabljajo v letalstvu, avtomobilski industriji in medicini. Najbolj znani izdelki za pridobivanje energije, ki so se prvi začeli množično uporabljati pri Nasi so bile tako sončne in gorivne celice. Tudi teflon, ki je danes nepogrešljiv v gospodinjstvu, je postal komercialno uporaben s pomočjo nasinih znanstvenikov. Veliko je bilo narejenega tudi na področju materialov, ki lahko prenesejo izredno visoke in izredno nizke temperature in so izredno trdni tudi pri velikih obremenitvah.

## Glavni objekti
| Objekt                                                                                 | Lokacija                      | Namen                                                                                         |
| -------------------------------------------------------------------------------------- | ----------------------------- | --------------------------------------------------------------------------------------------- |
| Sedež Nase                                                                             | Washington, D.C.              | uprava                                                                                        |
| Vesoljski center John F. Kennedy (John F. Kennedy Space center)                        | Florida                       | montaža in priprava vesoljskih plovil za polet                                                |
| Laboratorij za raketne pogone (Jet Propulsion Laboratory)                              | Los Angeles, Kalifornija      | izdelava plovil brez človeške posadke, skrbi za radijsko omrežje vesoljskih odprav            |
| Center za vesoljske polete George C. Marshall (George C. Marshall Space Flight Center) | Hunstville, Alabama           | skrbi za razvoj raket ter njihovo montažo ter trening posadke za mednarodno vesoljsko postajo |
| Komunikacijski objekt Cambera (Canbera Deep Space Communication Complex)               | Canberra, Avstralija          | komunikacijski objekt, ki skrbi za radijsko omrežje vesoljskih odprav                         |
| raziskovalni center Ames (Ames Research Center)                                        | Slicijeva dolina, Kalifornija | raziskovalni center za področje aeronavtike, vesoljskih poletov in informacijske tehnologije  |
| Raziskovalni center Langley (Langley Research center)                                  | Hampton, Virginija            | raziskovalni center za področje aeronavtike                                                   |
| Vesoljski center Lyndon B. Johnson (Lyndon B. Johnson Space Center)                    | Houston, Teksas               | center za usposabljanje astronavtov, raziskovanje in nadzor poletov                           |